# Reparti dell'esercito continentale dal 1777 al 1783

## Linee statali
Linea del Connecticut
- 1º Reggimento "Connecticut", sciolto nel 1783
- 2º Reggimento "Connecticut", sciolto nel 1783
- 3º Reggimento "Connecticut", sciolto nel 1783
- 4º Reggimento "Connecticut", inserito nel 1781 nel 3º Reggimento "Connecticut"
- 5º Reggimento "Connecticut", sciolto nel 1783
- 6º Reggimento "Connecticut", sciolto nel 1783
- 7º Reggimento "Connecticut", inserito nel 1781 nel 5º Reggimento "Connecticut"
- 8º Reggimento "Connecticut", inserito nel 1781 nel 1º Reggimento "Connecticut"
- 9º Reggimento "Connecticut", inserito nel 1781 nel 2º Reggimento "Connecticut"
- Reggimento di Elmore, sciolto il 10 maggio 1777
- Reggimento di Ward, sciolto il 14 maggio 1777
- Compagnia indipendente "Westmoreland", sbandata il I gennaio 1781

Linea del Delaware
- 1º Reggimento "Delaware"

Linea della Georgia
- 1º Reggimento "Georgia", catturato nel 1780 e sciolto nel 1783
- 2º Reggimento "Georgia", reclutato inizialmente nella Virginia, catturato nel 1780 e sciolto nel 1781
- 3º Reggimento "Georgia", reclutato inizialmente nella Carolina del Nord, catturato nel 1780 e sciolto nel 1781
- 4º Reggimento "GeoNew Yorrgia", reclutato inizialmente nella Pennsylvania, catturato nel 1780 e sciolto nel 1781

Linea del Maryland
- 1º Reggimento "Maryland", sciolto nel 1783
- 2º Reggimento "Maryland", sciolto nel 1783
- 3º Reggimento "Maryland", sciolto nel 1783
- 4º Reggimento "Maryland", sciolto nel 1783
- 5º Reggimento "Maryland", sciolto nel 1783
- 6º Reggimento "Maryland", sciolto nel 1783
- 7º Reggimento "Maryland", sciolto nel 1783
- Battaglione "German", sciolto nel 1781
- Reggimento fucilieri "Virginia e Maryland", sciolto nel 1781

Linea del Massachusetts
- 1º Reggimento "Massachusetts", sciolto nel 1783
- 2º Reggimento "Massachusetts", sciolto nel 1783
- 3º Reggimento "Massachusetts", sciolto nel 1783
- 4º Reggimento "Massachusetts", sciolto nel 1783
- 5º Reggimento "Massachusetts", sciolto nel 1783
- 6º Reggimento "Massachusetts", sciolto nel 1783
- 7º Reggimento "Massachusetts", sciolto nel 1783
- 8º Reggimento "Massachusetts", sciolto nel 1783
- 9º Reggimento "Massachusetts", sciolto nel 1783
- 10º Reggimento "Massachusetts", sciolto nel 1783
- 11º Reggimento "Massachusetts", sciolto nel 1781
- 12º Reggimento "Massachusetts", sciolto nel 1781
- 13º Reggimento "Massachusetts", sciolto nel 1781
- 14º Reggimento "Massachusetts", sciolto nel 1781
- 15º Reggimento "Massachusetts", sciolto nel 1781
- 16º Reggimento "Massachusetts", precedentemente Reggimento aggiunto "Continentale" di Jackson, sciolto nel 1781

Linea del New Hampshire
- 1º Reggimento "New Hampshire", sciolto nel 1784
- 2º Reggimento "New Hampshire", sciolto nel 1784
- 3º Reggimento "New Hampshire", sciolto nel 1781
- Reggimento di Long, sciolto nel luglio del 1777
- Reggimento di Whitcomb, sciolto nel 1781

Linea del New Jersey
- 1º Reggimento "New Jersey", sciolto nel 1783
- 2º Reggimento "New Jersey", sciolto nel 1783
- 3º Reggimento "New Jersey", sciolto nel 1781
- 4º Reggimento "New Jersey", sciolto il 7 febbraio 1779

Linea di New York
- 1º Reggimento "New York", sciolto nel 1783
- 2º Reggimento "New York", sciolto nel 1783
- 3º Reggimento "New York", inserito nel 1781 nel 1º Reggimento "New York"
- 4º Reggimento "New York", inserito nel 1781 nel 2º Reggimento "New York"
- 5º Reggimento "New York", inserito nel 1781 nel 2º Reggimento "New York"

Linea della Carolina del Nord
- 1º Reggimento "Carolina del Nord"
- 2º Reggimento "Carolina del Nord"
- 3º Reggimento "Carolina del Nord"
- 4º Reggimento "Carolina del Nord"
- 5º Reggimento "Carolina del Nord"
- 6º Reggimento "Carolina del Nord"
- 7º Reggimento "Carolina del Nord"
- 8º Reggimento "Carolina del Nord"
- 9º Reggimento "Carolina del Nord"
- 10º Reggimento "Carolina del Nord"

Linea della Pennsylvania
- 1º Reggimento "Pennsylvania"
- 2º Reggimento "Pennsylvania"
- 3º Reggimento "Pennsylvania"
- 4º Reggimento "Pennsylvania"
- 5º Reggimento "Pennsylvania"
- 6º Reggimento "Pennsylvania"
- 7º Reggimento "Pennsylvania"
- 8º Reggimento "Pennsylvania"
- 9º Reggimento "Pennsylvania"
- 10º Reggimento "Pennsylvania"
- 11º Reggimento "Pennsylvania"
- 12º Reggimento "Pennsylvania"
- 13º Reggimento "Pennsylvania"

Linea del Rhode Island
- 1º Reggimento Rhode Island, rinominato Reggimento "Rhode Island" nel 1781, sciolto nel 1783
- 2º Reggimento "Rhode Island", inserito nel 1º Reggimento "Rhode Island" nel 1781

Linea della Carolina del Sud
- 1º Reggimento "Carolina del Sud"
- 2º Reggimento "Carolina del Sud"
- 3º Reggimento "Carolina del Sud"
- 4º Reggimento "Carolina del Sud"
- 5º Reggimento "Carolina del Sud"
- 6º Reggimento "Carolina del Sud"

Linea della Virginia
- 1º Reggimento "Virginia"
- 2º Reggimento "Virginia"
- 3º Reggimento "Virginia"
- 4º Reggimento "Virginia"
- 5º Reggimento "Virginia"
- 6º Reggimento "Virginia"
- 7º Reggimento "Virginia"
- 8º Reggimento "Virginia"
- 9º Reggimento "Virginia"
- 10º Reggimento "Virginia"
- 11º Reggimento "Virginia"
- 12º Reggimento "Virginia"
- 13º Reggimento "Virginia"

## Reggimenti "aggiunti"
- Reggimento aggiunto "Continentale" di Forman (New Jersey e Maryland), inserito nel 1779 nel Reggimento aggiunto "Continentale" di Spencer
- Reggimento aggiunto "Continentale" di Gist (Virginia e Maryland), catturato nel 1780 e sciolto nel 1781
- Reggimento aggiunto "Continentale" di Grayson (Virginia, Maryland e Delaware), inserito nel 1789 nel Reggimento aggiunto "Continentale" di Gist
- Reggimento aggiunto "Continentale" di Hartley (Pennsylvania, Maryland e Delaware), assegnato alla Linea della Pennsylvania nel 1778
- Reggimento aggiunto "Continentale" di Henley, inserito nel 1779 nel *16º Reggimento "Massachusetts"
- Reggimento aggiunto "Continentale" di Henry, inserito nel 1779 nel *16º Reggimento "Massachusetts"
- Reggimento aggiunto "Continentale" di Lee, inserito nel 1779 nel *16º Reggimento "Massachusetts"
- Reggimento aggiunto "Continentale" di Malcolm (New York e Pennsylvania), diviso nel 1779 tra il Reggimento aggiunto "Continentale" di Spencer e l'*11º Reggimento "Pennsylvania"
- Reggimento aggiunto "Continentale" di Patton (Pennsylvania, New Jersey e Delaware), inserito nel 1779 nel Reggimento aggiunto "Continentale" di Hartley
- Reggimento aggiunto "Continentale" di Sheppard, conosciuto anche come 10º Reggimento "Carolina del Nord", sciolto nel 1778
- Reggimento aggiunto "Continentale" di Sherburne (Rhode Island e Connecticut), sciolto nel 1780
- Reggimento aggiunto "Continentale" di Spencer (New Jersey e Pennsylvania), sciolto nel 1781
- Reggimento aggiunto "Continentale" di Thruston (Virginia), inserito nel 1779 nel Reggimento aggiunto "Continentale" di Gist
- Reggimento aggiunto "Continentale" di Webb, assegnato nel 1780 alla Linea del Connecticut come 9º Reggimento "Connecticut"

## Altre unità
- 1º Reggimento "Canadese"
- 2º Reggimento "Canadese"
- Corpi del provost Von Heer, conosciuti anche come Truppe della Gendarmeria (antenati dell'US Military Police Corps)
- Reggimento fucilieri "Virginia e Maryland")
- Guardia del comandante in capo
- Corpo degli invalidi, uomini non in grado di combattere che attendevano a funzioni di guardia

Dragoni leggeri continentali
- 1º Reggimento dragoni leggeri "Continentale", conosciuto anche come Cavalieri di Bland
- 2º Reggimento dragoni leggeri "Continentale", conosciuto anche come Cavalieri di Sheldon
- 3º Reggimento dragoni leggeri "Continentale", conosciuto anche come Cavalieri di Baylor o Cavalieri di Lady Washington
- 4º Reggimento dragoni leggeri "Continentale", conosciuto anche come Cavalieri di Moylan
- Reggimento esploratori a cavallo "Georgia", catturato nel 1780 e sciolto nel 1781
- Legione di Armand
- Legione di Lee
- Legione di Pulaski
- Corpo dragoni leggeri della Carolina del Nord
- Corpo di Ottendorf

Artiglieria continentale
- 1º Reggimento artiglieria "Continentale", conosciuto anche come Reggimento artiglieria del Colonnello Harrison
- 2º Reggimento artiglieria "Continentale", conosciuto anche come Reggimento artiglieria del Colonnello Lamb
- 3º Reggimento artiglieria "Continentale", conosciuto anche come Reggimento artiglieria del Colonnello Crane
- 4º Reggimento artiglieria "Continentale", conosciuto anche come Reggimento artiglieria del Colonnello Thomas Procter